# Мордовка (приток Волги)
Мордовка — река в России, протекает по Татарстану. Правый приток Волги.

## Описание
Берёт начало в Верхнеуслонском районе в лесном массиве на юге Услонских гор, в 3,5 км к юго-западу от деревни Брек. Выйдя из леса, течёт на юго-восток по изрезанной балками волнистой местности на севере Камско-Устьинского района и впадает в Куйбышевское водохранилище в селе Теньки.
Высота истока — 180 м над уровнем моря. Высота устья — 53 м над уровнем моря.
На реке имеются мелкие пруды в верховьях. В среднем течении есть следы бывших рукавов.
В самой нижней части реки справа вливаются основные притоки — Шарманка и Черемиска.

### Характеристика
По некоторым источникам, Мордовка при слиянии с Шарманкой является не основной рекой, а впадает в Шарманку. Ниже приведена характеристика Мордовки для отрезка реки от истока до слияния с Шарманкой.
Лесистость водосбора составляет 20 %. Питание смешанное, преимущественно снеговое. Модуль подземного питания 0,1 л/(с×км²). Средний многолетний слой годового стока в бассейне 76 мм, слой стока половодья 60 мм. Половодье начинается обычно в конце марта. Замерзает в начале ноября. Средний многолетний меженный расход воды перед местом слияния с Шарманкой — 0,02 м³/с.
Вода умеренно жёсткая (3-6 мг-экв/л) весной, жёсткая (6-9 мг-экв/л) зимой и летом. Общая минерализация 200—300 мг/л весной, 500—700 мг/л зимой и летом.

### Населённые пункты
На реке расположены два населённых пункта: село Теньки в устье и посёлок Осинники в верхнем течении. В бассейне находятся также малонаселённые деревни Тукай, Ясная Поляна, посёлок Свободный Труд (все — Камско-Устьинский район), посёлок Теньковского лесничества (Вехнеуслонский район). Общее население бассейна чуть менее 1,8 тыс. чел. (2010).

## Данные водного реестра
По данным государственного водного реестра России относится к Нижневолжскому бассейновому округу, водохозяйственный участок реки — Волжский участок Куйбышевского водохранилища от города Казань до посёлка городского типа Камское Устье. Речной бассейн реки — Волга от верховий Куйбышевского водохранилища до впадения в Каспийское море.
Код водного объекта в государственном водном реестре — 11010000112112100003403.